# Histoire de famille
Pour plus de détails, voir Fiche technique et Distribution.
Histoire de famille est un film québécois réalisé par Michel Poulette qui prend sorti en janvier 2006.
Il raconte l'histoire d'une famille au fil des années.

## Synopsis
À travers les yeux de Julie, Histoire de famille relate le chemin parcouru d'une famille québécoise durant la Révolution tranquille des années 1960.

## Fiche technique
- Titre : Histoire de famille
- Réalisation : Michel Poulette
- Scénario : Normand Canac-Marquis et Guy Fournier
- Genre : comédie dramatique
- Pays d'origine : Canada (Québec)
- Durée : 165 minutes
- Date de sortie :
  -  Québec : 27 janvier 2006

## Distribution
- Danielle Proulx : May Gagné
- Luc Proulx : Robert Gagné
- Catherine Allard : Isabelle
- Juliette Gosselin : Monique (12 ans)
- Évelyne Rompré : Monique (18 ans)
- Sébastien Huberdeau : Michel
- Louis-Philippe Dandenault : Pierre
- Catherine Trudeau : Manon
- Gabriel Sabourin : Jean Langelier
- Maxim Roy : Julie Gagné
- Serge Thériault : Jean Calixa
- Bénédicte Décary : Thérèse
- Danny Gilmore : Claudio